# Bensberger See

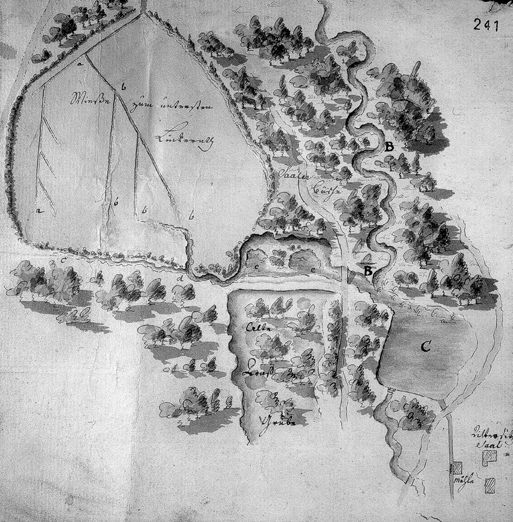
Die Situationskarte von der Umgebung des Rittersitzes Saal von 1801 zeigt links neben dem Buchstaben C die Eintragung „Alte Traß Grube“.

Der Bensberger See, im Volksmund auch Saaler Mühlenteich genannt, ist ein angestautes Gewässer im Stadtteil Kippekausen von Bergisch Gladbach. Er wird durch den Saaler Mühlenbach gespeist.

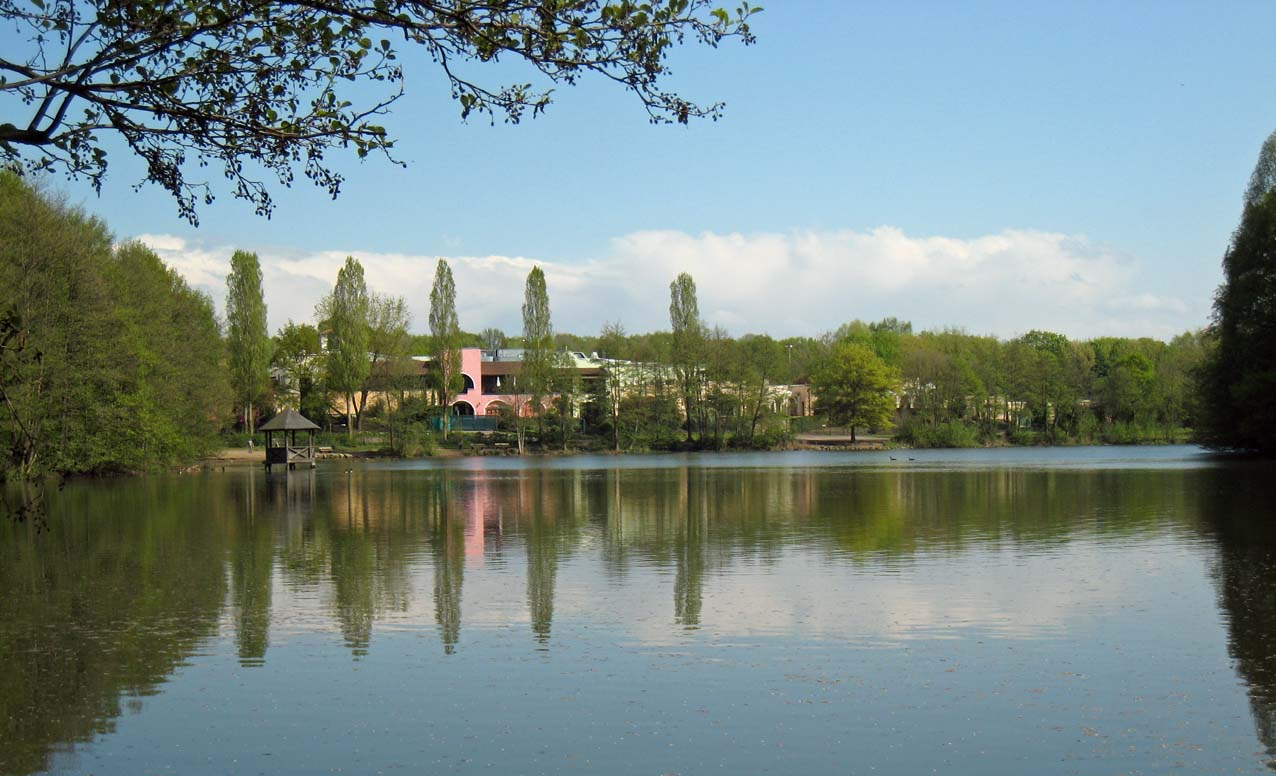
Bensberger See mit dem Mediterana im Hintergrund

## Beschreibung
Bei dem Bensberger See handelt es sich um einen ehemaligen Braunkohlentagebau. Zuletzt war hier die Grube Consolidation Alfred in Betrieb.
Die damalige Stadt Bensberg kaufte das gesamte Gelände um die Saaler Mühle herum 1966. In den Folgejahren entstand hier ein Naherholungsgebiet mit einem Hallenbad sowie Sport- und Freizeitanlagen. Sodann  schüttete man am Abfluss des Fließgewässers einen Damm auf und staute den See als Regenrückhaltebecken an.